# Campionato italiano di rugby a 15
Il campionato italiano di rugby a 15 è l'insieme dei tornei italiani di rugby a 15 istituiti ed eventualmente anche gestiti dalla Federazione Italiana Rugby (FIR).
Dalla stagione sportiva 1928-1929 esiste in Italia un campionato di massima divisione maschile, che ha assunto i nomi di Divisione Nazionale (dal 1928-1929 al 1945-1946), Serie A (una prima volta dal 1946-1947 al 1959-1960 ed una seconda dal 1965-1966 al 1985-1986), Eccellenza (una prima volta dal 1960-1961 al 1965-1966 ed una seconda dal 2010-2011 al 2017-2018), Serie A1 (dal 1986-1987 al 2000-2001), Super 10 (dal 2001-2002 al 2009-2010) e, dal 2018-2019, TOP12.
I vincitori di tale torneo si fregiano del titolo di campioni d'Italia; dall'origine a tutto il 2019 si sono tenute 89 edizioni del torneo, e la squadra che vanta il maggior numero di campionati vinti è l'Amatori Milano con 18 (l'ultimo nel 1995-1996); a seguire il Benetton con 15 (l'ultimo nel 2009-2010).
Nel 2020 nessuna delle due citate squadre è più operativa nel campionato italiano: l'Amatori perché sciolta nel 2011 per problemi finanziari, il Benetton Treviso perché dal 2010 partecipante al Pro14, torneo professionistico interconfederale cui l'Italia partecipa con due formazioni.
Anche a livello femminile la Federazione Italiana Rugby organizza un torneo di massima divisione, al 2022 chiamato Eccellenza; tale torneo esiste dal 1986, ma solo dal 1991 la F.I.R. ne riconosce il titolo sportivo, avendolo acquisito nella propria giurisdizione: fino a tale data il campionato era organizzato dall'Unione Italiana Sport Popolare.
Delle 23 edizioni tenutesi a cura della F.I.R. sino al 2015 incluso, 16 sono state vinte dalle Red Panthers, sezione femminile del Benetton.

## Campionati maschili
Al vertice della piramide del sistema rugbistico italiano si trova, come detto in epigrafe, il TOP10; dal 2001 fino a tutta la stagione 2009-2010 fu composto da 10 squadre professionistiche (da cui il nome di Super 10) e fu organizzato, fino all'edizione del 2009, da una Lega costituitasi per rappresentare le squadre d'élite, la Lega Italiana Rugby d'Eccellenza, poi scioltasi per defezioni varie nel 2009.
La prima edizione di tale campionato, con il nome di Divisione Nazionale, si tenne nel 1929 ed è ascritta alla stagione sportiva 1928-1929; il nome di Serie A giunse nel dopoguerra, dalla stagione 1946-1947.

Il Petrarca, tra i protagonisti storici del campionato di serie A

Nel 1932-1933 fu istituita la seconda divisione (Promozione) che, dalla stagione 1933-1934, promosse in Divisione Nazionale le prime classificate, anche se in tale periodo il ricambio in Serie A fu più dovuto ad abbandoni e scioglimenti che non a promozioni: per esempio, nel periodo dei Gruppi Universitari Fascisti (gli antesignani degli attuali CUS) vi furono numerose squadre ritirate a causa dell'obbligo di prendere parte ai Giochi del Littoriale; anche nel dopoguerra molte società nacquero e si sciolsero in maniera più o meno sistematica, tanto che il sistema di promozioni - retrocessioni si stabilizzò a circa metà degli anni cinquanta; la Promozione successivamente cambiò nome in Serie B da circa metà anni sessanta.
Nel 1986 la Serie A fu ristrutturata e nacque la Serie A1; la Serie B divenne Serie A2; diventò "Serie B" la terza serie nazionale.
Nei primi anni della Serie A2 la prima classificata partecipava, da qualificata con il rango più basso, ai play-off per l'assegnazione dello scudetto; più avanti fu ammessa anche la seconda classificata; comunque nessuna squadra proveniente dalla Serie A2 superò mai il primo turno dei play-off scudetto.
Nel 2001, con la ristrutturazione del campionato di prima divisione, che cambiò nome da "Serie A1" a "Super 10", la Serie A1 scalò a seconda divisione nazionale; oggi la Serie A è divisa in due gironi di rango diverso: alla promozione in massima categoria (che dal 2010 si chiama Eccellenza) infatti concorrono le prime tre classificate della Serie A1 (la seconda serie nazionale), e la prima classificata della Serie A2 (terza serie); in Serie B (quarta serie) retrocedono direttamente le ultime due classificate della Serie A2 più le due perdenti dei playout di Serie A (a cui partecipano le ultime due di Serie A1 e la quart'ultima e terz'ultima della Serie A2).
La Serie B, quarta serie nazionale, prevede quattro promozioni ed altrettanti arrivi dalla Serie A, ed è organizzata su quattro gironi di natura geografica, a pari merito.
Con l'avvio della stagione 2014-2015 le strutture dei campionati sono state ulteriormente riformate.
Le 24 squadre di Serie A sono state suddivise in quattro pool con criterio di vicinanza geografica; al termine della prima fase le prime 3 classificate di ciascuna pool formeranno le due pool promozione, viceversa le ultime 3 formeranno le due pool retrocessione; le prime due classificate di ciascuna delle pool promozione accederà ai play-off per determinare la squadra Campione d'Italia di Serie A e promossa in Eccellenza, mentre le ultime due classificate di ciascuna delle pool retrocessione passerà l'anno successivo in Serie B.
Le 48 squadre di Serie B sono state suddivise in quattro gironi con criterio di vicinanza geografica: le prime due classificate dei gironi all'italiana 1 e 3 accedono ai play-off per determinare le quattro squadre promosse in Serie A, mentre i gironi 2 e 4 hanno una struttura a pool da sei squadre ciascuna analoga a quanto realizzato per la Serie A.
La Serie C è stata suddivisa in un girone 1 a carattere nazionale e un girone 2 gestito dai comitati regionali.
Nel girone 1 sono presenti otto gironi con criterio di vicinanza geografica, suddivisi a loro volta in pool. Le squadre vincenti di ciascun girone vengono promosse in Serie B l'anno successivo, mentre le ultime classificate passano al girone 2 regionale della Serie C.

### Struttura dei tornei
Quella che segue è la struttura dei tornei con i meccanismi di promozione-retrocessione tra i vari livelli a partire dalla stagione 2014-2015.
| Serie         | Vincitore                    | Promozioni | Retrocessioni                                                                           |
| ------------- | ---------------------------- | --- | --------------------------------------------------------------------------------------- |
| TOP10         | Campione d'Italia            | Primi 4 posti: Qualifying competition stagione successiva                                                                          | Ultima classificata: retrocessa in Serie A Élite                                        |
| Serie A Élite | Campione d'Italia di Serie A | Vincitrice dei playoff a cui partecipano le prime due classificate di ciascuna delle due pool promozione: promossa in Top 10       | Ultime due classificate di ciascuna delle due pool retrocessione: retrocesse in Serie A |
| Serie A       | -                            | Vincitrici dei playoff (4 squadre) a cui partecipano le prime due classificate di ciascuno dei 4 gironi: promosse in Serie A Élite | Ultime due classificate di ciascun girone (8 squadre): retrocesse in Serie B            |
| Serie B       | -                            | Vincitrici dei gironi (8 squadre): promosse in Serie A                                                                             | Ultime classificate dei gironi: retrocesse in Serie C                                   |
| Serie C       | -                            | Campionato a gironi gestito dai comitati regionali: promosse in Serie B le prime classificate                                      | -                                                                                       |

## Campionati femminili
Il campionato di rugby femminile esiste in Italia dal 1984, originariamente organizzato dalla UISP: in tale anno infatti fu istituita presso tale unione una lega rugby femminile, alla cui presidenza fu eletta la giocatrice Isabella Doria; i primi titoli furono appannaggio delle Red Panthers, formazione di Treviso poi divenuta parte del gruppo Benetton e oggi sezione femminile del Benetton Rugby; nel 1991 la Federazione Italiana Rugby assunse la gestione del rugby femminile e da tale data il campionato di serie A ha valenza ufficiale (il palmarès dal 1986 al 1991 ha solo valore statistico).
Nel 2022 il campionato di prima divisione si chiamava Eccellenza e quello di seconda si chiamava Serie A.
Entrambi prevedevano le fasi finali dei play-off.

## Albi d'oro

### Campionato maschile
| Edizione | Edizione | Vincitore         |
| -------- | -------- | ----------------- |
| 1        | 1928-29  | Ambrosiana        |
| 2        | 1929-30  | Amatori Milano    |
| 3        | 1930-31  | Amatori Milano    |
| 4        | 1931-32  | Amatori Milano    |
| 5        | 1932-33  | Amatori Milano    |
| 6        | 1933-34  | Amatori Milano    |
| 7        | 1934-35  | Rugby Roma        |
| 8        | 1935-36  | Amatori Milano    |
| 9        | 1936-37  | Rugby Roma        |
| 10       | 1937-38  | Amatori Milano    |
| 11       | 1938-39  | Amatori Milano    |
| 12       | 1939-40  | Amatori Milano    |
| 13       | 1940-41  | Amatori Milano    |
| 14       | 1941-42  | Amatori Milano    |
| 15       | 1942-43  | Amatori Milano    |
| 16       | 1945-46  | Amatori Milano    |
| 17       | 1946-47  | Ginnastica Torino |
| 18       | 1947-48  | Rugby Roma        |
| 19       | 1948-49  | Rugby Roma        |
| 20       | 1949-50  | Parma             |
| 21       | 1950-51  | Rovigo            |
| 22       | 1951-52  | Rovigo            |
| 23       | 1952-53  | Rovigo            |
| 24       | 1953-54  | Rovigo            |
| 25       | 1954-55  | Parma             |
| 26       | 1955-56  | Treviso           |

| Edizione | Edizione | Vincitore  |
| -------- | -------- | ---------- |
| 27       | 1956-57  | Parma      |
| 28       | 1957-58  | Fiamme Oro |
| 29       | 1958-59  | Fiamme Oro |
| 30       | 1959-60  | Fiamme Oro |
| 31       | 1960-61  | Fiamme Oro |
| 32       | 1961-62  | Rovigo     |
| 33       | 1962-63  | Rovigo     |
| 34       | 1963-64  | Rovigo     |
| 35       | 1964-65  | Partenope  |
| 36       | 1965-66  | Partenope  |
| 37       | 1966-67  | L’Aquila   |
| 38       | 1967-68  | Fiamme Oro |
| 39       | 1968-69  | L’Aquila   |
| 40       | 1969-70  | Petrarca   |
| 41       | 1970-71  | Petrarca   |
| 42       | 1971-72  | Petrarca   |
| 43       | 1972-73  | Petrarca   |
| 44       | 1973-74  | Petrarca   |
| 45       | 1974-75  | Brescia    |
| 46       | 1975-76  | Rovigo     |
| 47       | 1976-77  | Petrarca   |
| 48       | 1977-78  | Treviso    |
| 49       | 1978-79  | Rovigo     |
| 50       | 1979-80  | Petrarca   |
| 51       | 1980-81  | L’Aquila   |
| 52       | 1981-82  | L’Aquila   |

| Edizione | Edizione  | Vincitore      |
| -------- | --------- | -------------- |
| 53       | 1982-83   | Benetton       |
| 54       | 1983-84   | Petrarca       |
| 55       | 1984-85   | Petrarca       |
| 56       | 1985-86   | Petrarca       |
| 57       | 1986-87   | Petrarca       |
| 58       | 1987-88   | Rovigo         |
| 59       | 1988-89   | Benetton       |
| 60       | 1989-90   | Rovigo         |
| 61       | 1990-91   | Amatori Milano |
| 62       | 1991-92   | Benetton       |
| 63       | 1992-93   | Amatori Milano |
| 64       | 1993-94   | L’Aquila       |
| 65       | 1994-95   | Milan          |
| 66       | 1995-96   | Milan          |
| 67       | 1996-97   | Benetton       |
| 68       | 1997-98   | Benetton       |
| 69       | 1998-99   | Benetton       |
| 70       | 1999-2000 | Rugby Roma     |
| 71       | 2000-01   | Benetton       |
| 72       | 2001-02   | Viadana        |
| 73       | 2002-03   | Benetton       |
| 74       | 2003-04   | Benetton       |
| 75       | 2004-05   | Calvisano      |
| 76       | 2005-06   | Benetton       |
| 77       | 2006-07   | Benetton       |
| 78       | 2007-08   | Calvisano      |

| Edizione | Edizione | Vincitore |
| -------- | -------- | --------- |
| 79       | 2008-09  | Benetton  |
| 80       | 2009-10  | Benetton  |
| 81       | 2010-11  | Petrarca  |
| 82       | 2011-12  | Calvisano |
| 83       | 2012-13  | Mogliano  |
| 84       | 2013-14  | Calvisano |
| 85       | 2014-15  | Calvisano |
| 86       | 2015-16  | Rovigo    |
| 87       | 2016-17  | Calvisano |
| 88       | 2017-18  | Petrarca  |
| 89       | 2018-19  | Calvisano |
| 90       | 2019-20  | n/a       |
| 91       | 2020-21  | Rovigo    |
| 92       | 2021-22  | Petrarca  |
| 93       | 2022-23  | Rovigo    |
| 94       | 2023-24  | Petrarca  |

### Campionato femminile
| Edizione | Edizione  | Vincitore    |
| -------- | --------- | ------------ |
| 1        | 1991-92   | Red Panthers |
| 2        | 1992-93   | Red Panthers |
| 3        | 1993-94   | Red Panthers |
| 4        | 1994-95   | Red Panthers |
| 5        | 1995-96   | Red Panthers |
| 6        | 1996-97   | Red Panthers |
| 7        | 1997-98   | Red Panthers |
| 8        | 1998-99   | Red Panthers |
| 9        | 1999-2000 | Red Panthers |
| 10       | 2000-01   | Red Panthers |
| 11       | 2001-02   | Red Panthers |
| 12       | 2002-03   | Red Panthers |

| Edizione | Edizione | Vincitore          |
| -------- | -------- | ------------------ |
| 13       | 2003-04  | Riviera del Brenta |
| 14       | 2004-05  | Riviera del Brenta |
| 15       | 2005-06  | Red Panthers       |
| 16       | 2006-07  | Riviera del Brenta |
| 17       | 2007-08  | Red Panthers       |
| 18       | 2008-09  | Red Panthers       |
| 19       | 2009-10  | Riviera del Brenta |
| 20       | 2010-11  | Red Panthers       |
| 21       | 2011-12  | Riviera del Brenta |
| 22       | 2012-13  | Riviera del Brenta |
| 23       | 2013-14  | Monza              |
| 24       | 2014-15  | Valsugana          |

| Edizione | Edizione | Vincitore     |
| -------- | -------- | ------------- |
| 25       | 2015-16  | Valsugana     |
| 26       | 2016-17  | Valsugana     |
| 27       | 2017-18  | Colorno       |
| 28       | 2018-19  | Villorba      |
| 29       | 2019-20  | non assegnato |
| 30       | 2020-21  | non assegnato |
| 31       | 2021-22  | Valsugana     |
| 32       | 2022-23  | Valsugana     |
| 33       | 2023-24  | Villorba      |